# Monumento ai caduti italiani d'Africa
Il monumento ai Caduti italiani d'Africa, in origine denominato Al lavoratore italiano in Africa, è un complesso monumentale di Siracusa, risalente ad epoca fascista ma assemblato nella città siciliana negli anni '60. Inizialmente era destinato alla città di Addis Abeba, capitale dell'Etiopia, ma con lo scoppio della seconda guerra mondiale e la perdita delle colonie italiane d'Africa, il governo italiano decise di trasferire l'opera nella città costiera della Sicilia.

## L'Africa coloniale e la scelta di Siracusa

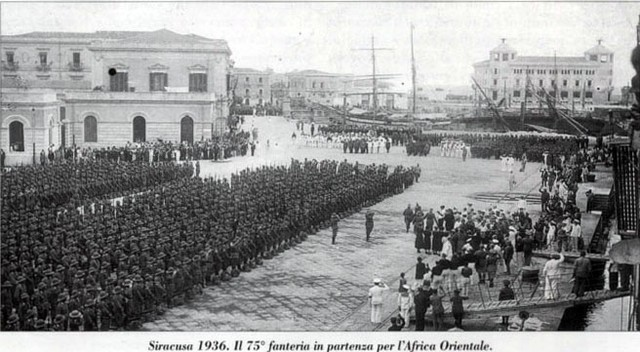
Soldati italiani partono da Siracusa per l'Africa Orientale

Il monumento commemora i caduti italiani durante la Guerra d'Etiopia intrapresa dal governo fascista di Benito Mussolini, e più in generale commemora tutti i soldati italiani deceduti in Africa negli anni coloniali e bellici. 
La scelta su dove collocare il monumento, una volta persi i possedimenti africani, ricadde sulla città di Siracusa poiché essa, e soprattutto il suo porto, ebbe durante gli anni di guerra coloniale un ruolo chiave nel trasporto logistico di merci e di truppe verso l'Africa, rappresentando uno dei principali approdi per il regime.

## Storia del monumento

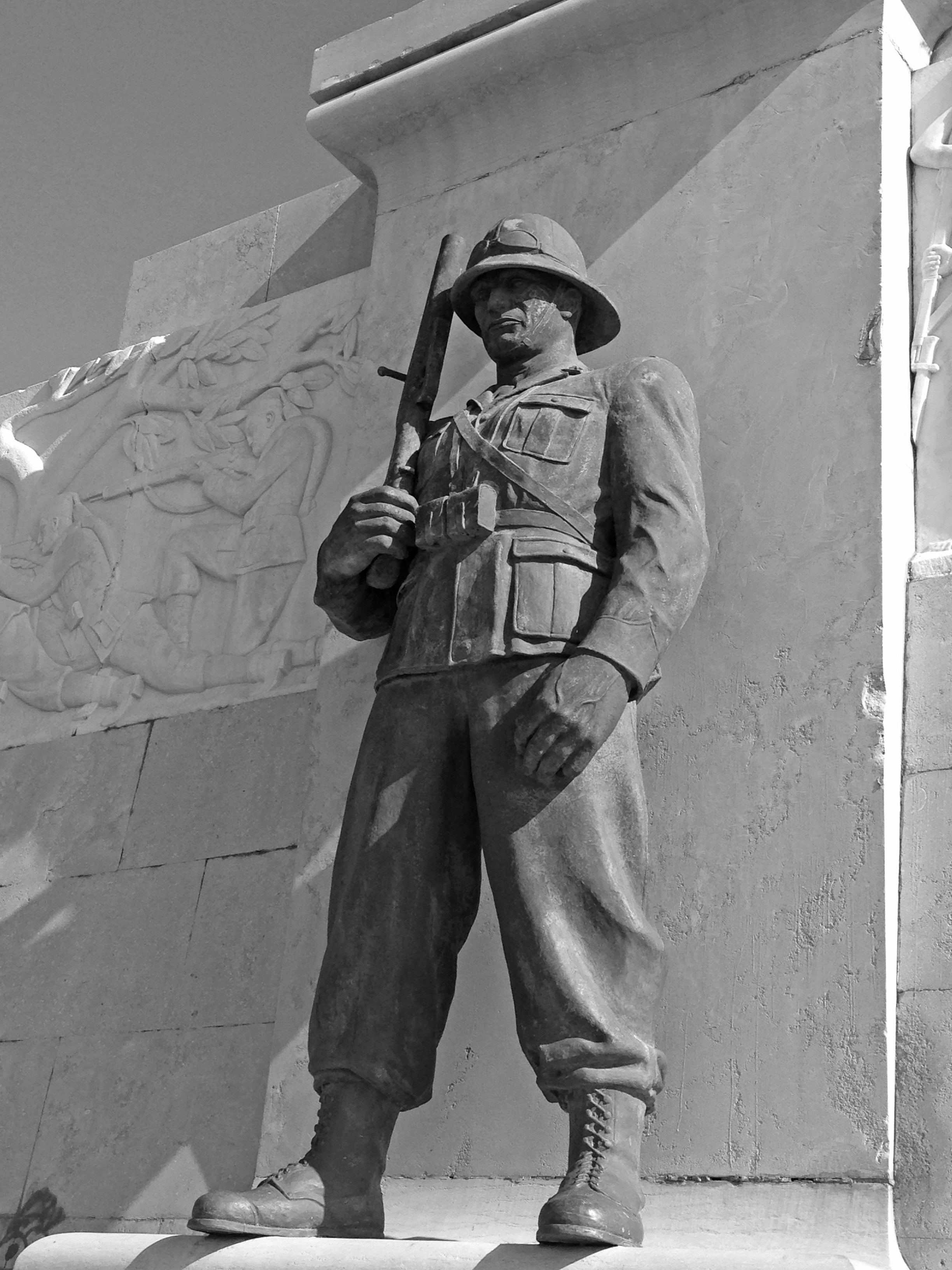

Le statue e i marmi del monumento, all'entrata in guerra dell'Italia il 10 giugno 1940, erano stivati in una nave che avrebbe dovuto attraversare il canale di Suez ma che, per lo scoppio delle ostilità, dovette interrompere il suo viaggio. 
Nel 1952, quando ormai le ostilità erano cessate, fu l'ideatore e costruttore dell'opera, il fiorentino Romano Romanelli, a scegliere la collocazione del monumento nella città di Siracusa: dopo numerose discussioni si optò per assemblare i pezzi in un punto panoramico della città aretusea, nella piazza dei Cappuccini, Riviera di Dionisio il Grande, vicinissimo sia al convento cittadino, dal quale la piazza prende il nome, e sia all'omonima e celebre latomia d'epoca greca (si tratta della latomia dove vennero rinchiusi nel 413 a.C. i prigionieri di guerra dell'antico esercito di Atene).

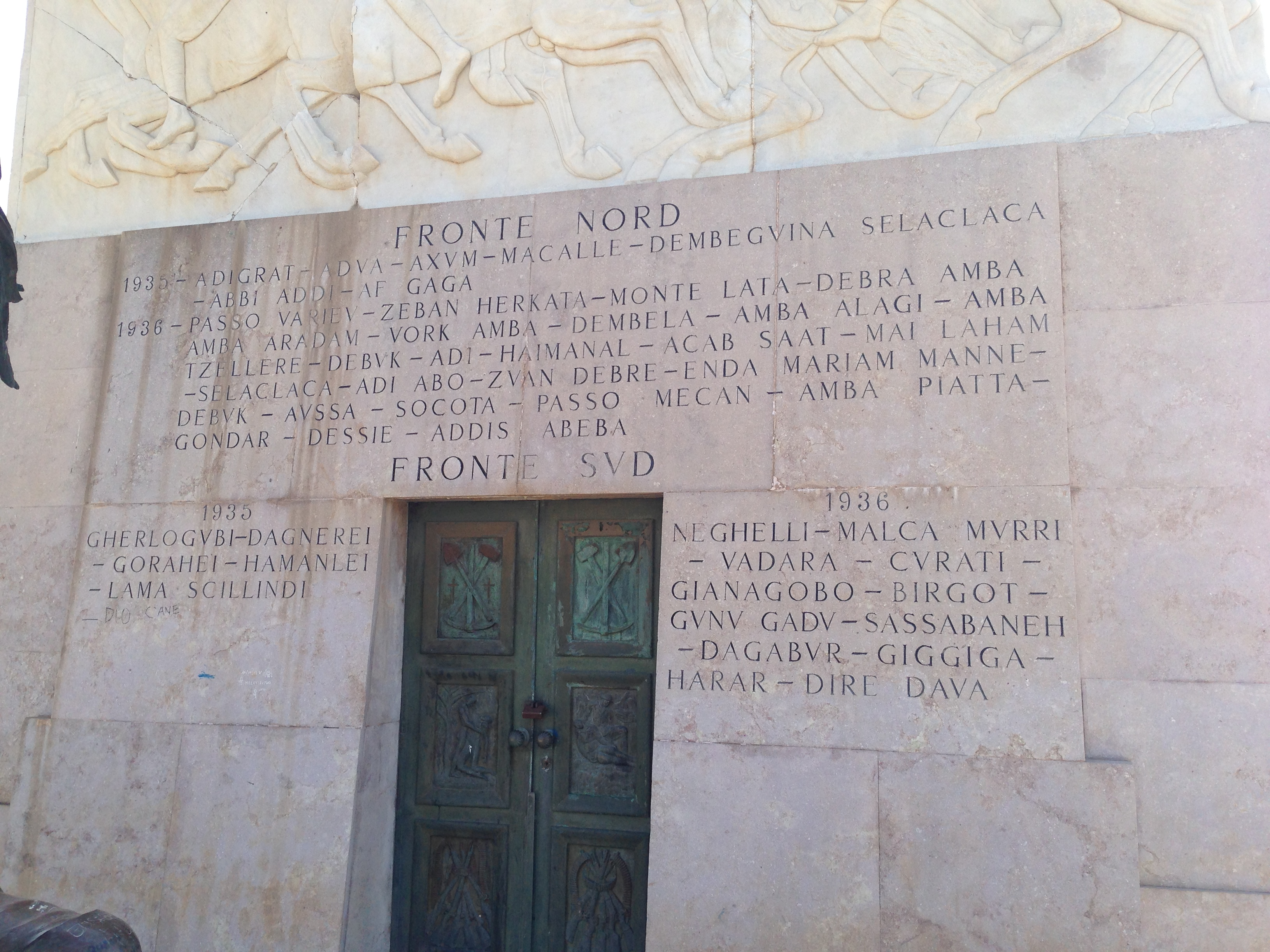

Statue e marmi vennero così sbarcati e conservati in un magazzino della città siciliana, per essere poi, negli anni sessanta, assemblati a pochi passi dal mare che guarda all'Africa, il continente a cui il monumento era destinato.
Il monumento presenta un lato, quello che guarda al mare, a forma di prora, ed è ornato da 6 alte statue in bronzo che rappresentano i reparti dell'esercito, dalla marina all'aviazione, le truppe indigene africane, gli àscari, che affiancarono gli italiani nel corso della guerra, e i lavoratori italiani nell'Africa coloniale. Numerosi bassorilievi raffiguranti scene di battaglia, di lavoro e mezzi militari circondano il monumento. La sua forma ricorda quella di una nave. Sul retro del monumento sono stati incisi i nomi delle principali località geografiche che rappresentarono i fronti di battaglia dell'esercito italiano nell'Africa Orientale negli anni 1935 e 1936. All'interno del monumento vi è una cappella votiva (lunga 15 metri e larga 5 metri) dedicata al legionario e contenente la statua di un caduto italiano in Africa; l'accesso di questa cappella è però vietato al pubblico.
Prima della nascita della vicina pista ciclabile il monumento versava in condizioni critiche ed era spesso vandalizzato. Per limitare ciò l'area è stata per diversi anni recintata e inaccessibile fino alla sua riqualificazione urbanistica.
Inoltre il 30 ottobre 1999 la Sezione Provinciale di Siracusa dell’Associazione Nazionale Paracadutisti d'Italia ha posto una lapide commemorativa nel monumento ai caduti d’Africa a ricordo del Ten. Col. Giovanni Alberto Bechi Luserna eroe della seconda guerra mondiale.
Nell'anno 2012 l'associazione culturale di Siracusa, Lamba Doria, ha posto sul monumento una lapide marmorea per commemorare in questo sito le vittime causate dall'affondamento del Conte Rosso, silurato e colato a picco nel maggio del 1941 nelle acque di Siracusa mentre trasportava truppe italiane in Africa.

## Galleria d'immagini

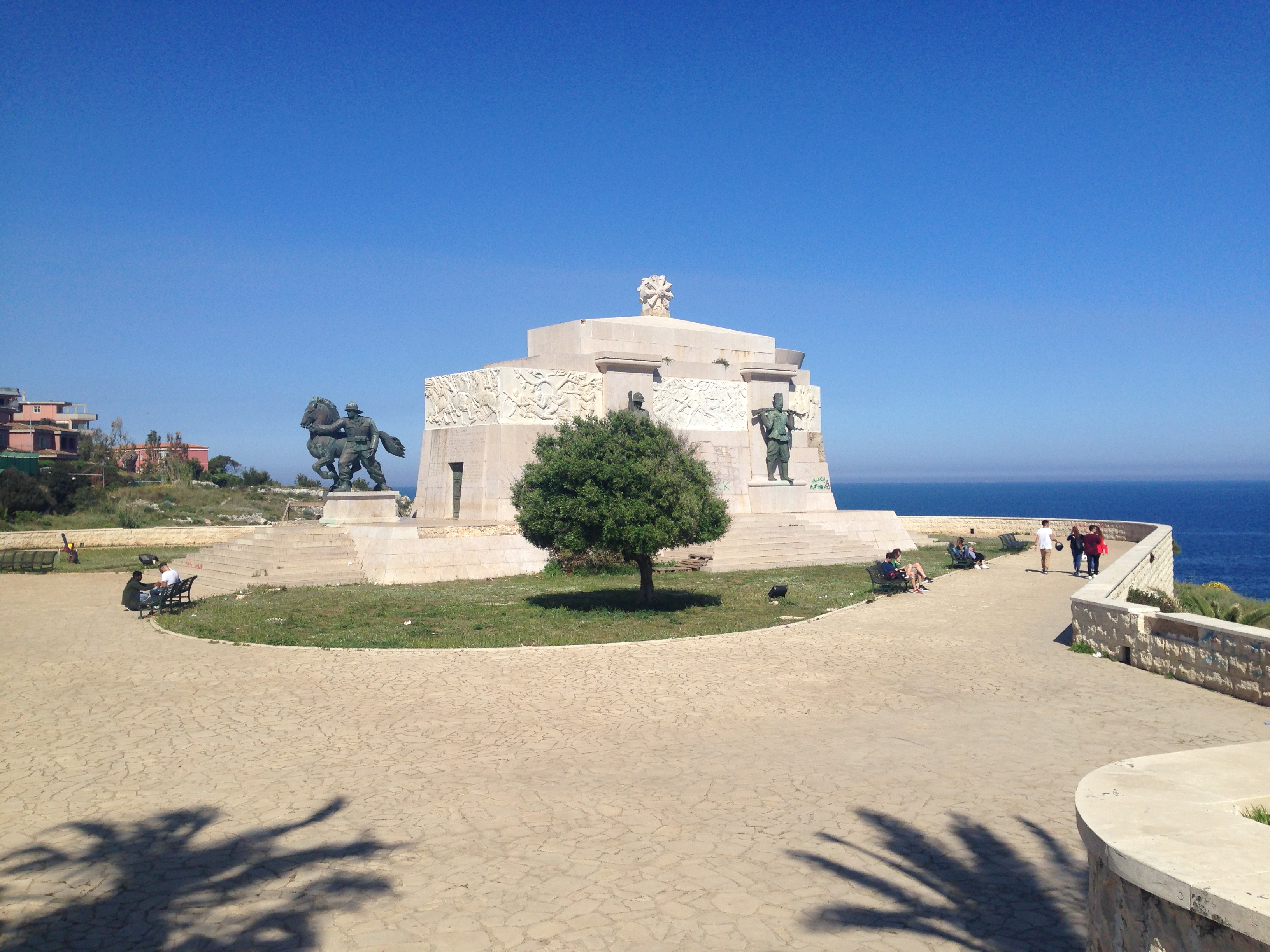
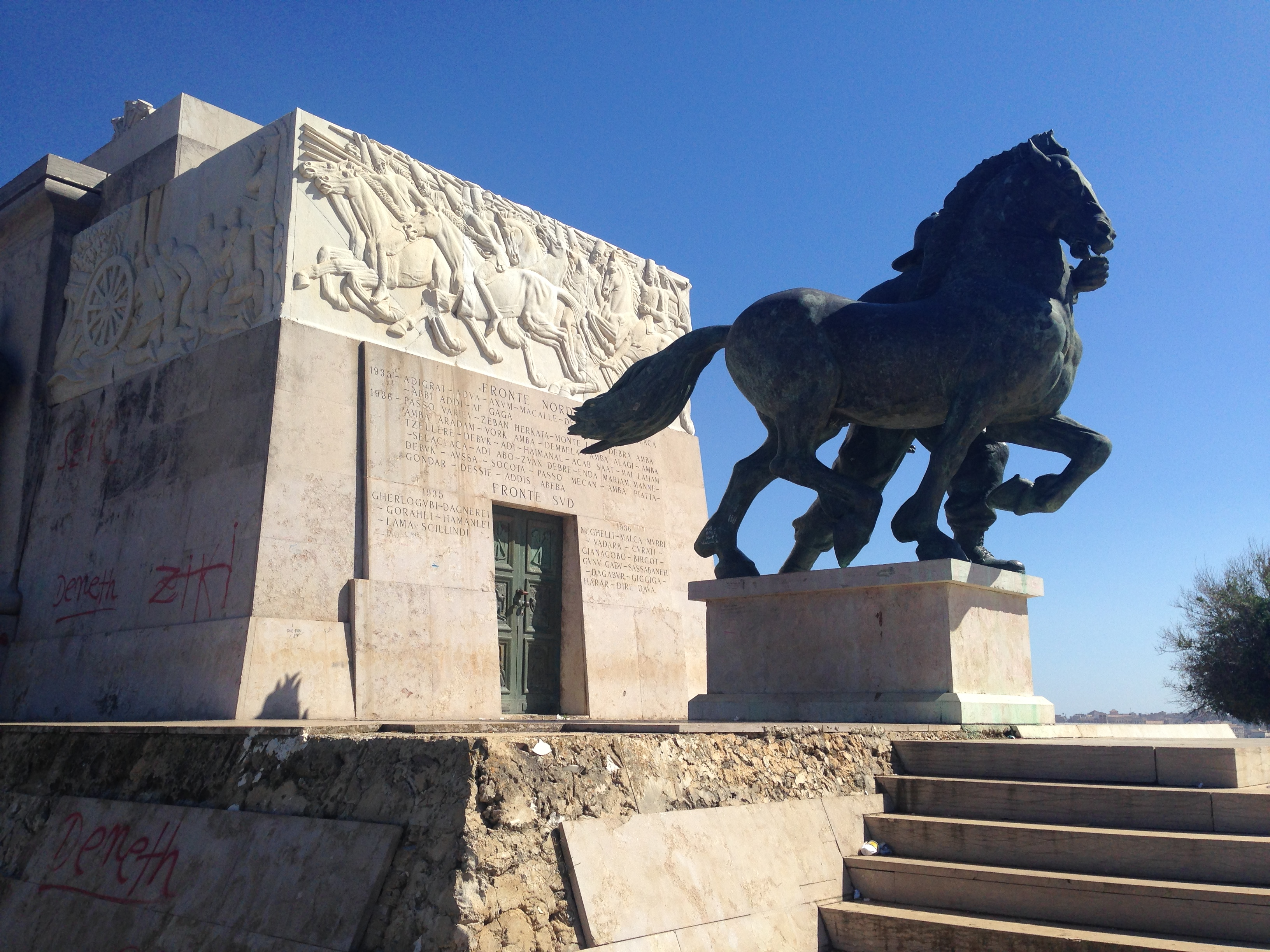
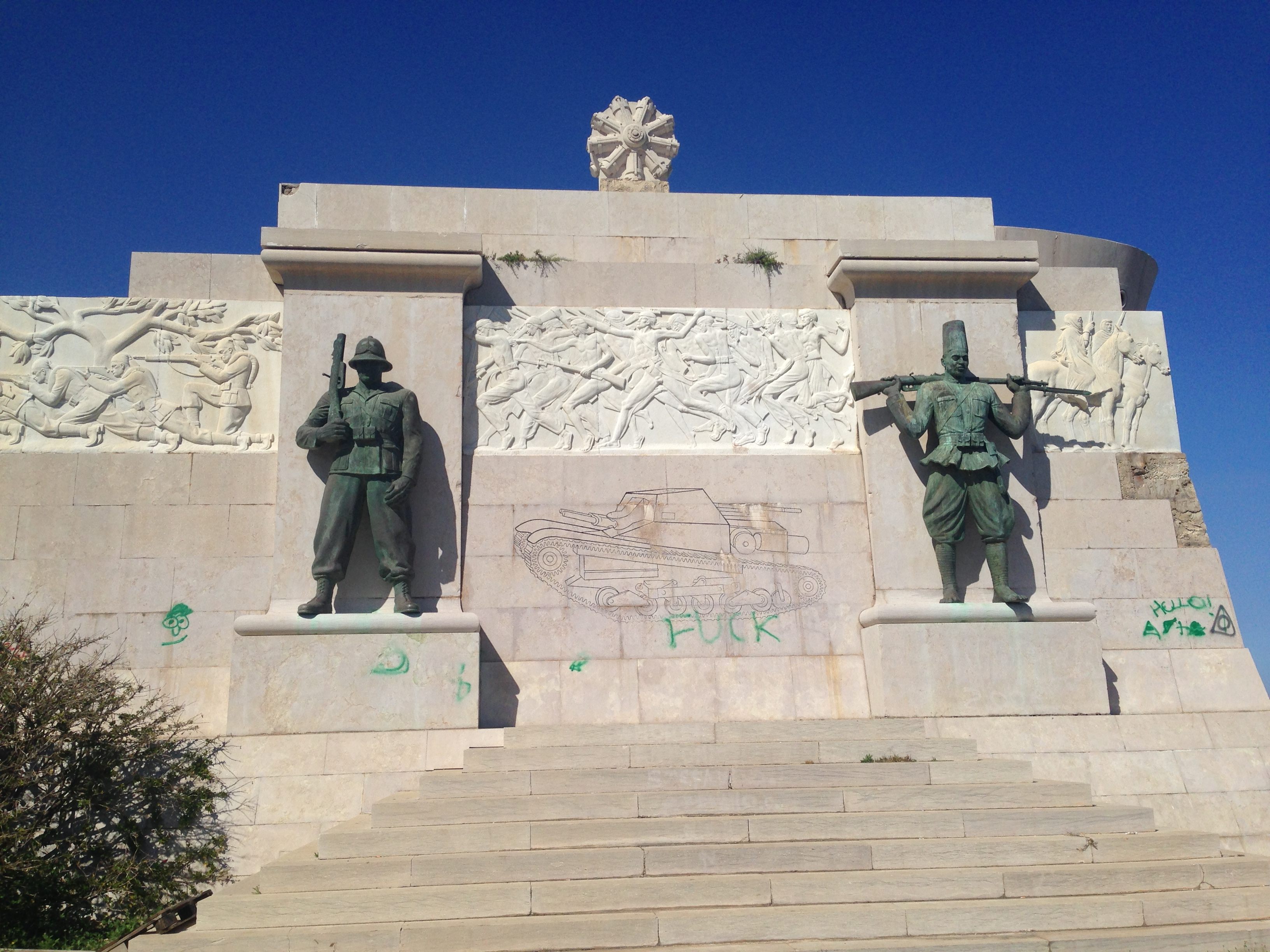
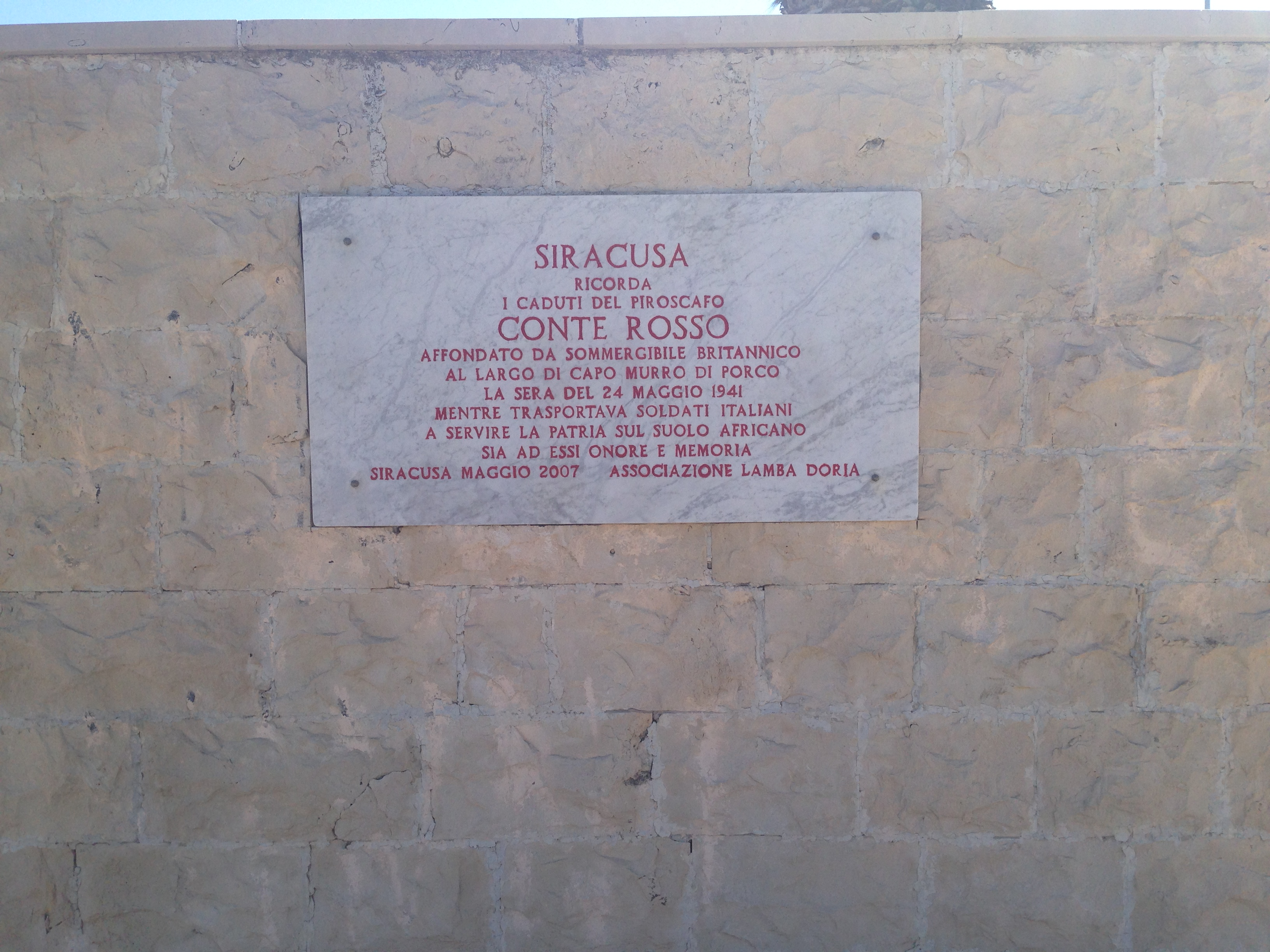
Targa del Conte Rosso